# Гайлігенбайлський мішок
Гайлігенбайльський мішок (нім. Kesselschlacht von Heiligenbeil) — наступальна операція радянських військ на північному фланзі німецько-радянської війни, що закінчилась оточенням південніше Кенігсберга і знищенням 4-ї армії вермахту. Проводилась у контексті Східно-Прусської операції з 26 січня — 29 березня 1945.

## Історія

### Передумови
13 січня 1945 року радянські війська розпочали Східно-Прусську операцію силами 2-го (Маршал Радянського Союзу Рокоссовський К. К.) і 3-го (генерал армії Черняховський І. Д.) Білоруських фронтів за участю 43-ї армії 1-го Прибалтійського фронту (генерал армії Баграмян І. Х.) і за сприяння Балтійського флоту (адмірал Трібуц В. П.). Метою операції визначався розгром стратегічного угруповання німецьких військ у Східній Пруссії й північній частині Польщі.
Прорив ударних угруповань до Кенігсберга і успішне просування Червоної армії до Балтійського моря створили загрозу оточення німецької 4-ї армії, яка перебувала на правому фланзі угруповання вермахту, у зв'язку з чим вона почала відхід на укріплений рубіж уздовж Мазурських озер. Переслідуючи ворога, війська 3-го Білоруського фронту у взаємодії з 43-ю армією генерал-лейтенанта Бєлобородова О. П. зі складу 1-го Прибалтійського фронту розгромили тільзітсько-інстербурзьке угруповання.
22 січня радянські війська опанували Інстербург і до вечора 29 січня вишли на узбережжі Балтійського моря, обійшовши Кенігсберг з півночі, північного заходу і південного заходу.
Трьома днями раніше, 26 січня, узбережжя Балтійського моря на північ від Ельбінг досягли війська 2-го Білоруського фронту, перерізавши шляхи відходу східно-прусського угруповання противника на захід. З метою її деблокування німецька 4-та армія наступного дня завдала сильного контрудару силами чотирьох піхотних, двох моторизованих і однієї танкової дивізій. Для його відбиття маршал Радянського Союзу Рокоссовський К. К. задіяв 48-му і 5-ту гвардійську танкову армії, 8-й гвардійський танковий (генерал-лейтенант Попов О. Ф.), 8-й механізований (генерал-майор Фірсович О. М.) і 3-й гвардійський кавалерійський (генерал-лейтенант Осликовський М. С.) корпуси, які до 8 лютого зупинили німецькі війська та відкинули його назад.
На цьому участь 2-го Білоруського фронту в Східно-Прусській операції закінчилася. На наступний день Ставка ВГК наказала командувачу його військами передати 50-ту, 3-тю, 48-му і 5-ту гвардійську танкову армії до складу 3-го Білоруського фронту, а силами, що залишилися, з 10 лютого перейти в наступ з метою розгрому противника в Східній Померанії.

### Хід операції
Після цього 3-й Білоруський фронт повинен був самостійно завершити розгром групи армій «Північ». До початку лютого вона налічувала 32 дивізії, які входили до складу трьох ізольованих угруповань — гайлігенбайльське (за радянськими даними — до 20 дивізій), кенігсберзьке (до 5 дивізій) і земландське (до 4 дивізій).
Найбільшою була перше з них, гайлігенбайльське об'єднувало понад двадцяті дивізій трьох корпусів, що, займаючи ділянки оборони в укріпленому районі, мали велику кількість артилерії, танків і боєприпасів. На той час радянські війська в ході важких боїв зазнали великих втрат. Чисельність більшості стрілецьких дивізій не перевищувала 2 500—2 700 чоловіків. Тому знищення оточеного ворога було пов'язано з великими труднощами і затягнулося в часі.
Командувач військами фронту планував ударом 5-ї і 5-ї гвардійської танкової армій в одному напрямку відсікти гайлігенбайльське угруповання від моря, а іншими арміями розсікти її й знищити по частинах. Однак реалізувати цей задум протягом лютого так і не вдалося. Уміло маневруючи резервами, німецьке командування щоразу закривало проломи, котрі утворювалися в обороні. 18 лютого в районі Мельзак був смертельно поранений і помер командувач фронтом генерал армії Черняховський І. Д.. У зв'язку з цим командувати військами 3-го Білоруського фронту був визначений Маршал Радянського Союзу Василевський О. М.
24 лютого 1945 року до складу військ фронту була включена Земландська група військ, утворена на базі розформованого 1-го Прибалтійського фронту. Але погодні умови, бездоріжжя, що настало, та відставання тилів не дозволили продовжити наступ.
28 лютого німці, ввівши в бій велику кількість бронетехніки, у свою чергу почали новий наступ по всьому фронту оточення, намагаючись прорвати коло оточення, який, однак, не приніс відчутного успіху. Прориви на південному фланзі, зроблені Червоною армією, вдалося ліквідувати, однак з цього ж дня весь плацдарм, який займала 4-та армія в районі Гайлігенбайль, виявився під обстрілом радянської важкої артилерії. Вичерпавши свої сили, сторони перейшли до оборони. На фронті настало тимчасове затишшя.
Перегрупувавши сили, поповнивши з'єднання і частини особовим складом, озброєнням і бойовою технікою, маршал Василевський О. М. вирішив спочатку знищити угруповання противника, притиснуту до затоки Фріш-Гаф при тимчасовому припиненні наступу на Земландському півострові. Подвійним концентричним ударом зі сходу і південного сходу в напрямку на Гайлігенбайль передбачалося розчленувати це угруповання 4-ї армії вермахту на частини, ізолювати їх, а потім порізно знищити. Здійснення цього задуму покладалося на 11-ту гв., 5-ту, 28-му, 2-гу гв., 31-шу, 3-тю і 48-му армії фронту. На напрямку головного удару зосереджувалися 5-та (генерал-полковник Крилов М. І.), 28-ма (генерал-лейтенант Лучинський О. О.) і 3-тя (генерал-полковник Горбатов О. В.) армії. В інтересах цих армій вели бойові дії 1-ша (генерал-полковник авіації Хрюкін Т. Т.) і 3-тя (генерал-полковник авіації Папівін М. П.) повітряні армії. З тих, що були 582 боєздатних танків і САУ в смугах наступу цих армій було зосереджено 513 бойових машин.
13 березня після завершення ретельної підготовки і поповнення з'єднань людьми і матеріально-технічними засобами, війська 3-го Білоруського фронту та Земландської групи військ відновили наступ. 26 березня, незважаючи на запеклий опір противника, радянські війська вийшли до затоки Фріш-Гаф.
Ще через три дні залишки гайлігенбайльського угруповання припинили боротьбу. У ході бойових дій 93 тис. німецьких солдатів і офіцерів було знищено, а 46 тис. — взято в полон.
Активну допомогу наземним військам надав Балтійський флот, наносячи удари по німецьких військах авіацією, підводними і легкими надводними силами. За лютий — березень він потопив 32 транспортних судна і сім бойових кораблів.

## Склад сторін

### Склад радянських військ на початок операції
Маршал Радянського Союзу Рокоссовський К. К.
- 5-та армія (генерал-полковник Крилов М. І.)
- 48-ма армія (генерал-лейтенант Гусєв М. І.)
- 50-та армія (генерал-полковник Болдін І. В., з лютого 1945 генерал-лейтенант Озеров Ф. П.)
- 3-тя повітряна армія (генерал-полковник авіації Папівін М. П.)

генерал армії Черняховський І. Д., з 20 лютого 1945 року Маршал Радянського Союзу Василевський О. М.
- 31-ша армія (генерал-лейтенант Шафранов П. Г.)
- 28-ма армія (генерал-лейтенант Лучинський О. О.)
- 3-тя армія (генерал-полковник Горбатов О. В.)
- 1-ша повітряна армія (генерал-полковник авіації Хрюкін Т. Т.)

### Склад німецьких військ на початок операції
генерал від інфантерії Ф.Госсбах, з 29 січня 1945 року генерал від інфантерії Ф.-В. Мюллер
- VI армійський корпус (генерал-лейтенант Р. фон Оріола, з 3 лютого 1945 року генерал від інфантерії Г.Гроссманн)
  - 24-та танкова дивізія (генерал-майор Г.-А. фон Ностиц-Волвітц, з 25 березня 1945 року майор Р. фон Кнебель-Деберіц)
  - 14-та піхотна дивізія (генерал-лейтенант Е.Шнайдер)
  - 28-ма єгерська дивізія (генерал-майор Е. Кеніг)
  - 349-та фольксгренадерська дивізія (генерал-майор К.Кец)
- XX армійський корпус (генерал артилерії Рудольф фон Роман)
  - Бойова група 102-ї піхотної дивізії (генерал-лейтенант В. фон Беркен, з березня 1945 року оберст Людвіг)
  - 131-ша піхотна дивізія (генерал-майор резерву В. Шульце)
  - Бойова група 61-ї фольксгренадерської дивізії (генерал-майор Р. Шперль)
  - 292-га піхотна дивізія (генерал-майор Р. Райхарт)
  - Бойова група 21-ї піхотної дивізії (генерал-майор Г.Гец)
- XXXXI танковий корпус (генерал артилерії Г.Вайдлінг)
  - 170-та піхотна дивізія (генерал-лейтенант З.Хасс)
  - 56-та піхотна дивізія (генерал-лейтенант Е.Блаурок)
  - 605-та дивізія особливого призначення (Divisionsstab z.b.V. 605)
  - 547-ма фольксгренадерська дивізія (генерал-майор резерву, доктор наук Е.Майнерс, з лютого 1945 року СС-штандартенфюрер Г.Кемпін)
- Парашутно-танковий корпус «Герман Герінг» (генерал-лейтенант В. Шмальц)
  - Панцер-гренадерська дивізія «Гроссдойчланд» (генерал-майор К.Лоренц)
  - 2-га парашутно-танкова гренадерська дивізія «Герман Герінг» (оберст Георг Зігерс, з березня 1945 року оберст Г.Гуфенбах)
  - 50-та піхотна дивізія (генерал-майор Г.Гаус)
  - 562-га фольксгренадерська дивізія (оберст Г.Гуфенбах)